# 迫田夢乃
迫田 夢乃（さこだ ゆめの、1999年7月20日 - ）は、日本の女子ラグビーユニオン選手。

## プロフィール
- 鹿児島県姶良市出身[1]。
- ポジションはBK。
- 身長 160cm、体重 62kg
- 7人制女子日本代表に選ばれたことがある[2]。

## 略歴
2018年、鹿児島女子高校卒業後、九州産業大学に入る。
2022年、九州産業大学卒業後、アザレア・セブンに加入。
2024年、ナナイロプリズム福岡に加入。